# Chilly (Band)
Chilly war eine internationale Discoband, die von 1978 bis 1983 bestand.

## Karriere
Chilly wurde von dem deutschen Komponisten und Buchautor Bernt Möhrle, der auch die meisten Lieder komponierte, produziert und gegründet. Die Band war u. a. in den USA erfolgreich (Billboard Dance Charts 38) und erhielt Gold in Südafrika für For Your Love, einer Coverversion des Liedes der Yardbirds. Die Hauptsänger der Gruppe waren die deutsche Ute Weber und der Amerikaner Brad Howell aus New York. Howell lieh seine Stimme später der Gruppe Milli Vanilli. Weitere Mitglieder der Formation waren der Amerikaner Oscar Pearson, der Howell optisch vertrat, aber nicht selbst sang, sowie Werner Südhoff aus Deutschland und Andrea Linz (Urbesetzung 1978), die 1979 durch Sofia Eyango aus Kamerun ersetzt wurde.
Die bekanntesten Hits der Gruppe waren For Your Love, Come to L. A., Simply a Love Song, Secret Lies, We Are the Popkings, Come Let's Go und Johnny Loves Jenny.

## Diskografie

### Alben
- 1978: For Your Love
- 1979: Come to L. A.
- 1980: Showbiz
- 1982: Secret Lies
- 2004: Devils Dance

### Kompilationen
- 1981: Johnny Loves Jenny
- 1982: We Are the Popkings
- 2001: Stars
- 2011: We Are the Popkings … and Other Hits
- 2011: The Chilly Gold – The Best of Cilly
- 2011: Chilly and More Hits of the 80th

### Singles
- 1978: For Your Love
- 1979: Come to L. A.
- 1979: Friday on My Mind
- 1980: Come Let’s Go
- 1980: We Are the Popkings
- 1981: Johnny Loves Jenny
- 1981: Simply a Love Song
- 1982: Secret Lies
- 1983: Oh, I Love You
- 1983: Goo Goo Eyes